# Garda (gmina)
Garda – miejscowość i gmina we Włoszech, w regionie Wenecja Euganejska, w prowincji Werona.
Według danych na rok 2021 gminę zamieszkiwały 4142 osoby, 288,24 os./km².